# کریتون (میزوری)
کریتون (به انگلیسی: Creighton) یک شهر در ایالات متحده آمریکا است که در شهرستان کاس، میزوری واقع شده‌است. کریتون ۰٫۹۱ کیلومتر مربع مساحت و ۳۴۹ نفر جمعیت دارد و ۲۴۰ متر بالاتر از سطح دریا قرار دارد.